# Keizō Imai
Keizō Imai (jap. 今井 敬三, Imai Keizō; * 19. November 1950 im Stadtbezirk Sakyō-ku, in Kyōto) ist ein ehemaliger japanischer Fußballspieler.

## Nationalmannschaft
1974 debütierte Imai für die japanische Fußballnationalmannschaft. Imai bestritt 29 Länderspiele.

## Errungene Titel
- Japan Soccer League: 1977, 1979, 1981
- Kaiserpokal: 1977, 1979

## Persönliche Auszeichnungen
- Japan Soccer League Best Eleven: 1977, 1978, 1979, 1980